# 志津見ダム
志津見ダム（しつみダム）は、島根県飯石郡飯南町、一級河川斐伊川水系神戸川に建設されたダムである。
国土交通省中国地方整備局が管理を行う国土交通省直轄ダムであり、斐伊川水系の治水と島根県への利水を目的とした特定多目的ダム法に基づく特定多目的ダムとして建設された、高さ81メートルの重力式コンクリートダム。ダムによって形成された人造湖は、志津見湖（しつみこ）と命名された。

## 概要
島根県中部を流れる神戸川は、中国山地の女亀山に端を発する斐伊川の支流である。流域では洪水が頻発しており、1976年（昭和51年）に神戸川水系工事実施基本計画が策定され、斐伊川とともに一体的に治水対策がされることとなり、志津見ダムの建設が計画され、2011年（平成23年）に完成した。
ダムに隣接して志津見ダム管理所が設置されており、9時から17時の間ダムカードの配布を行っている。

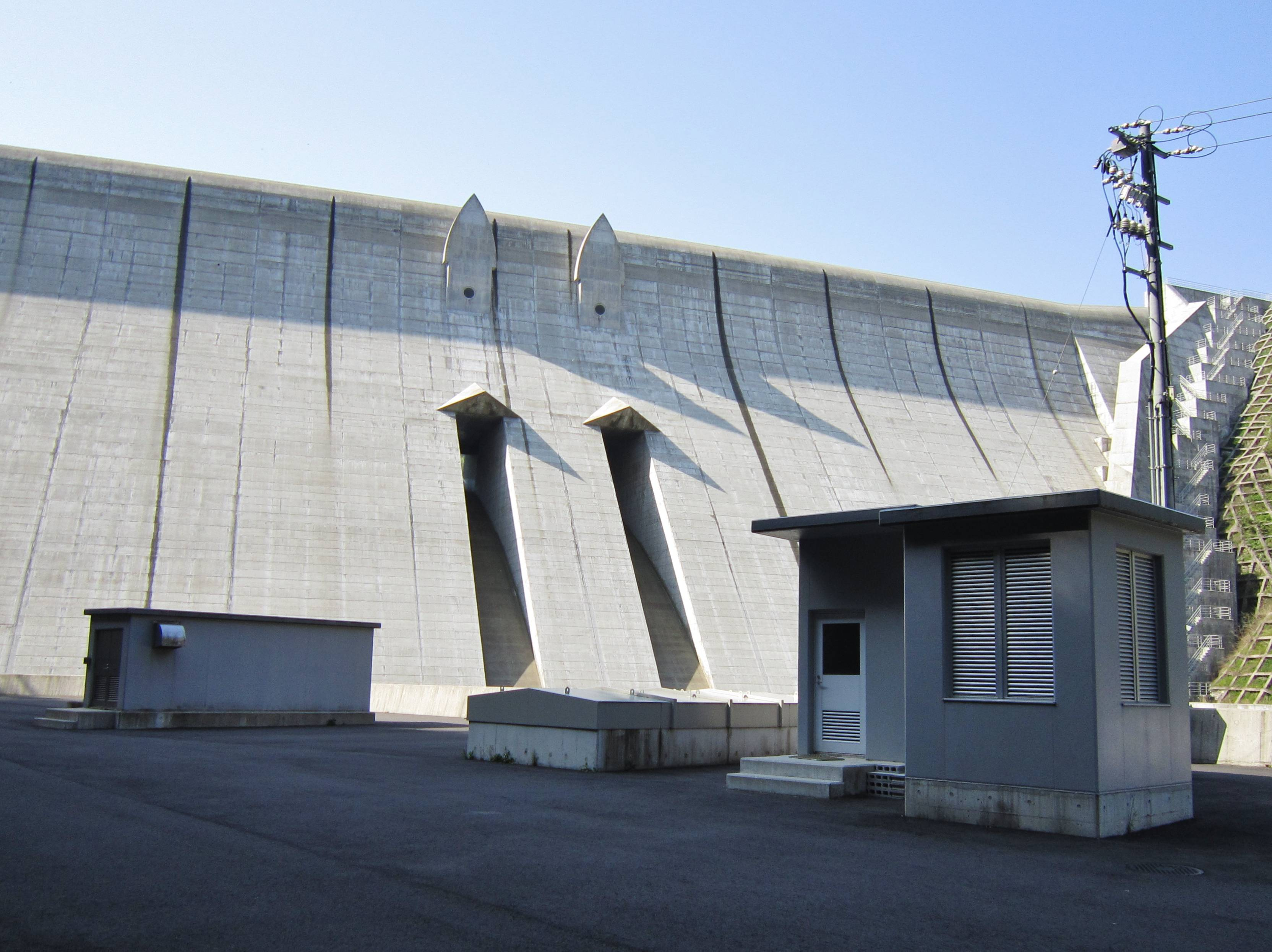
志津見発電所
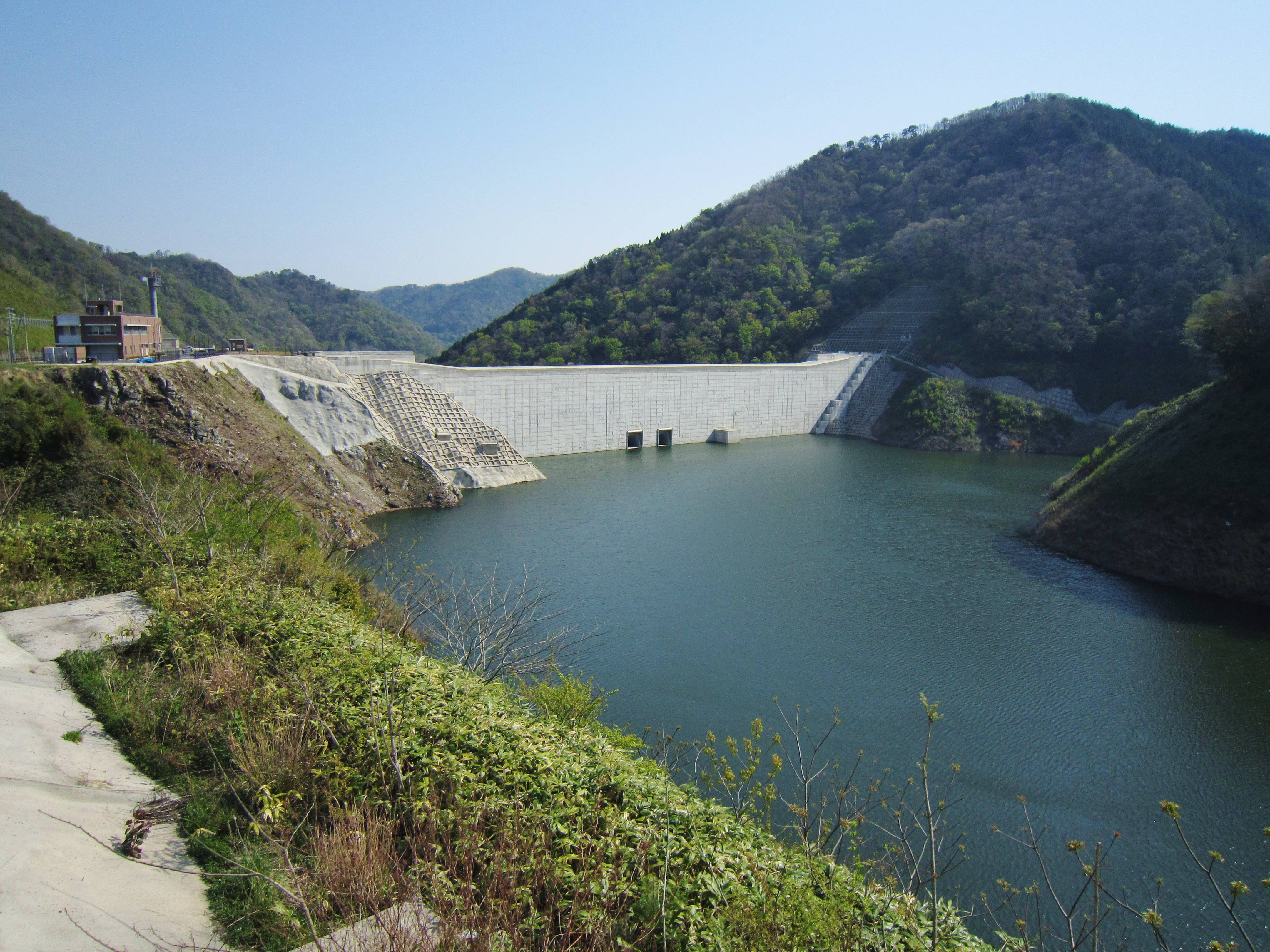
志津見湖

## アクセス
車で吉田掛合ICより国道54号掛合・恩谷経由で約５０分。